# Американо-китайский договор (1946)
Договор о дружбе, торговле и навигации между Соединёнными Штатами Америки и Китайской Республикой (англ. Treaty of Friendship, Commerce and Navigation between the United States of America and the Republic of China) — международный договор, заключённый 4 ноября 1946 года между США и Китайской Республикой в столице последней, городе Нанкин.
Носил неравноправный для Китая характер. По условиям договора, граждане США получали:
- право проживать и передвигаться по всей территории Китая и «беспрепятственно вести торгово-промышленную, научную, просветительную, религиозную и филантропическую деятельность» (ст. 2);
- право организации своих частных предприятий и неограниченного вложения капиталов в китайские предприятия (ст. 3 и 4);
- право исследования и эксплуатации минеральных ресурсов (ст. 5);
- гарантии неприкосновенности граждан США и их собственности на территории Китая (ст. 6-7);
- право приобретения и владения недвижимостью и землёй (ст. 8);
- право свободного ввоза и вывоза товаров (ст. 16—18) и др.

Договор давал монополиям и гражданам США все права, принадлежавшие корпорациям и гражданам Китая. При этом провозглашались равные права китайцев для их экономической деятельности в США, которыми они не могли воспользоваться вследствие экономической слабости гоминьдановского Китая. Договор был заключён на 5 лет, с условием, что если за год до окончания этого срока никакая из сторон не заявит о намерении прекратить его действие, то он должен оставаться в силе до тех пор, пока одна из сторон не заявит о своём намерении прекратить его действие, и в этом случае действие договора прекращалось через год после уведомления (ст. 30).
Впоследствии было заключено более 10 двусторонних соглашений, дополнивших данный договор, по которым гоминьдановское правительство также уступало американцам суверенные права Китая в различных областях. Среди них:
- соглашение от 30 августа 1946 года об авиации;
- соглашение от 8 октября 1946 года о сотрудничестве полиции;
- соглашение от 20 декабря 1946 года об авиации;
- соглашение от 3 сентября 1947 года о пребывании американских войск в Китае;
- соглашение от 27 октября 1947 года об экономической помощи;
- соглашение от 8 декабря 1947 года о военно-морском флоте;
- соглашение от 3 июля 1948 года об экономической помощи и др.

Победа Коммунистической партии Китая в Гражданской войне в Китае и образование КНР в 1949 году привели к ликвидации договора 1946 года и всех последующих соглашений.